# Andenzwergspecht

Verbreitungsgebiet des Andenzwergspechtes

Der Andenzwergspecht, auch Orbignyzwergspecht, (Picumnus dorbignyanus), Syn. Picumnus d’Orbignyanus, ist eine Vogelart  aus der Gattung der Zwergspechte (Picumnus) aus der Familie der Spechte (Picidae).
Der Vogel kommt in Bolivien, Peru und auch in Argentinien vor.
Der Lebensraum umfasst feuchten Bergwald und Waldränder von 800 – 2400 m entlang der Osthänge der Anden in Zentralperu. Habitat und Höhenlagen entsprechen denen des Perlenbrust-Zwergspechtes (Picumnus steindachneri), überlagern sich aber anscheinend nicht.
Der Artzusatz bezieht sich auf Alcide Dessalines d’Orbigny.

## Merkmale
Die Art ist 9–18 cm groß, wiegt etwa 10 g. Die Oberseite ist grau bis grau-braun, die Unterseite weiß oder bräunlich-weiß, geschuppt oder spärlich schwarz gefleckt. Die Ohrdecken sind bräunlich mit weißlicher Bänderung. Rücken und Bürzel sind grau-braun, die Federn haben blasse Spitzen und schwärzliche Subterminalbinden. Die Deckflügel sind grau-braun, die Handschwingen dunkelbraun mit hellbräunlichen Spitzen und Rändern. Die Steuerfedern sind schwärzlich, die beiden mittleren weisen einen weißen Streifen entlang der Innenseite auf, die beiden äußeren haben jeweils einen schräg verlaufenden weißen Streifen, der aber nicht bis zur Federspitze reicht. Kinn und Kehle sind weißlich, bräunlich überhaucht, einzelne Federn tragen dunkle Spitzen, so dass sich ein geschupptes Muster ergeben kann. Brust und Flanken sind weiß, auf der Unterseite in bräunliches Weiß übergehend. Die Iris ist braun, der Oberschnabel schwarz mit blau-grauer Basis, der Unterschnabel blau-grau mit schwarzer Spitze. Die Füße sind grau.
Jungvögel sind matter und dunkler gefärbt sowie undeutlich gebändert sowohl oben als auch unten.
Die Art ähnelt dem Perlenbrust-Zwergspecht (Picumnus steindachneri), der aber eine unterschiedliche Zeichnung auf der Unterseite aufweist (schwarz mit weißen Flecken). Das Verbreitungsgebiet dieser beiden Arten überlappt sich aber nicht.
Die Art ist wesentlich brauner oben und weißer unten als der Lafresnaye-Zwergspecht (Picumnus lafresnayi), der ebenso wie der Goldstirn-Zwergspecht (Picumnus aurifrons) in niedrigeren Höhenlagen anzutreffen ist. Letzterer ist auch mehr olivfarben auf der Oberseite und gelblicher auf der Unterseite.

## Geografische Variation
Es werden folgende Unterarten anerkannt:
- P. d. dorbignyanus (Lafresnaye, 1801), Nominatform, – Anden in Bolivien und im äußersten Nordwesten Argentiniens
- P. d. jelskii (Taczanowski, 1882), – Anden in Ostperu, kürzerer Schwanz, breite Bruststreifen, weniger dunkle Federränder, breitere rote Federspitzen an der Kopfkappe.

## Stimme
Der Ruf des Männchens wird als hohes, schnelles und abfallendes Trillern beschrieben „tree’e’e’e’e’e“.

## Lebensweise
Die Nahrung besteht wohl aus Insekten, die einzeln, paarweise, auch zusammen mit gemischten Jagdgemeinschaften gesucht werden.

## Gefährdungssituation
Der Bestand gilt als „nicht gefährdet“ (least Concern).